# Nancy Fraser
Nancy Fraser (Baltimora, 20 maggio 1947) è una filosofa e teorica femminista statunitense.

## Biografia
Si è occupata di filosofia politica ed etica normativa. Insegna Scienze politiche e sociali alla New School for Social Research di New York. Con Axel Honneth ha scritto Redistribuzione o riconoscimento?, un importante testo di filosofia politica contemporanea. È autrice anche di Femminismo per il 99%, un manifesto pubblicato assieme a Cinzia Arruzza e Tithi Bhattacharya nel 2019. 
Fraser è nota principalmente per il suo lavoro sulle concezioni filosofiche di giustizia e ingiustizia: sostiene che la giustizia può essere intesa in due modi separati ma interconnessi: la giustizia distributiva (in termini di una più equa distribuzione delle risorse) e la giustizia del riconoscimento (l'uguale riconoscimento di diverse identità/gruppi all'interno di una società). Esistono due forme corrispondenti di ingiustizia: la maldistribuzione e il misconoscimento. 
Da alcuni anni, il lavoro di Fraser si è incentrato sul collegamento tra la politica dell'identità con il crescente divario tra ricchi e poveri, in particolare per quanto riguarda il femminismo liberale, che Fraser definisce la "ancella" (handmaiden) del capitalismo.